# Lepidozona serrata
Lepidozona serrata är en blötdjursart som först beskrevs av Carpenter 1864.  Lepidozona serrata ingår i släktet Lepidozona och familjen Ischnochitonidae.
Artens utbredningsområde är Californiaviken. Inga underarter finns listade i Catalogue of Life.